# روي فاريا (لاعب كرة قدم)
روي فاريا هو لاعب كرة قدم برتغالي، ولد في 9 ديسمبر 1980 في غيمارايش في البرتغال. لعب مع نادي ديبورتيفو داس أيفيس.

## وصلات خارجية
- روي فاريا (لاعب كرة قدم) على موقع قاعدة بيانات كرة القدم.إي يو (الإنجليزية)
- روي فاريا (لاعب كرة قدم) على موقع Soccerway.com (الإنجليزية)